# 陈国桢 (1953年)
陈国桢（1953年7月—），男，汉族，河南开封人，中华人民共和国书法家、政治人物，中国民主促进会会员，曾任开封市人民政府副市长，第十一、十二、十三届全国人民代表大会河南地区代表。

## 生平
2008年当选第十一届全国人大代表。2013年，当选第十二届全国人大代表。2018年2月24日，当选第十三届全国人大代表。